# Max Wolf
Pour les articles homonymes, voir Wolf.
Maximilian Franz Joseph Cornelius Wolf (Heidelberg, Grand-duché de Bade, 21 juin 1863 – Heidelberg, 3 octobre 1932) est un astronome allemand, l'un des pionniers de l'astrophotographie.

## Biographie
Né à Heidelberg en Grand-duché de Bade, il obtint son doctorat à l'université de Heidelberg en 1888.
Travaillant à Heidelberg, il découvrit deux cent quarante-huit astéroïdes (sous le nom M. F. Wolf), en commençant par (323) Brucia, en 1891. Il initia l'utilisation des techniques de l'astrophotographie pour accélérer la découverte des astéroïdes par rapport aux méthodes visuelles, en conséquence de quoi la vitesse de découverte s'est considérablement accrue. En effet, selon le temps d'exposition de la photographie, les astéroïdes apparaissent sous forme de stries, à cause de leur déplacement sur la voûte céleste comparativement aux étoiles.
Parmi ses découvertes notables figurent (588) Achille (le premier astéroïde troyen découvert) en 1906, ainsi que deux autres troyens : (659) Nestor et (884) Priam. Il a également découvert (887) Alinda en 1918, qui est désormais identifié comme étant un astéroïde géocroiseur de la famille Amor.
Il a aussi découvert (ou codécouvert) quelques comètes, dont les comètes périodiques 14P/Wolf et 43P/Wolf-Harrington.
Il a également participé au Grand Débat visant à déterminer la nature, galactique ou extragalactique des objets célestes alors appelés « nébuleuses » (en fait des galaxies). Il a en particulier été un des premiers à trouver des étoiles variables dans un tel système, en l'occurrence la Galaxie du Triangle (ou M33). Il a également découvert en 1906 une galaxie du Groupe local, IC 1613, dont la nature exacte fut cependant établie bien plus tard, en 1935 par Walter Baade. En 1923, il découvrit la galaxie de Wolf-Lundmark-Melotte, portant également le nom de ceux qui l'identifièrent indépendamment en 1926. 
Il a découvert Wolf 359, une naine rouge qui est l'une des étoiles les plus proches du système solaire. Les étoiles Wolf-Rayet n'ont pas été découvertes par lui mais par l'astronome français Charles Wolf.
Un cratère sur la Lune porte son nom, ainsi que l'astéroïde (827) Wolfiana.

## Distinctions et récompenses
- médaille d'or de la Royal Astronomical Society en 1914
- médaille Bruce en 1930.

## Publications (sélection)
- Das Ausbreiten der Sternbildchen auf den photographischen Platten, Vienne, Verlag der photographischen Correspondenz, coll. « Photographische Korrespondenz (de) » (no 384), 5 juillet 1892, 439–443 p. (Digitalisat)